# Пресс, Влодзимеж
Влодзимеж Пресс (пол. Włodzimierz Press; род. 15 мая 1939) — польский актёр театра и кино; также актёр озвучивания. На постсоветском пространстве наибольшую известность получил после исполнения роли механика-водителя танка, грузина Григория (Гжеся) Сакаашвили (по книге — Саакашвили) в телевизионном сериале «Четыре танкиста и собака».

## Биография
Влодзимеж Пресс родился 15 мая 1939 года во Львове, Польская Республика. Своего отца он не знал (позже выяснилось, что тот попал в еврейское гетто в Варшаве и был казнён в концлагере Треблинка). Его беременная мать, опасаясь скорого вторжения Третьего рейха в Польшу, бежала в сторону восточной границы этой страны. Здесь она родила Влодзимежа. Позже, с началом Великой Отечественной войны, семья была эвакуирована в Чкаловск Нижегородской области. Там ребёнок был отдан в детский дом, а его мать ушла на фронт. С детства мальчик воспитывался в русскоязычной среде. После возвращения в Польшу он некоторое время был вынужден переучиваться родной речи.
Получив среднее образование, Влодзимеж Пресс поступил в Варшавскую академию драматического искусства. В 1963 году, после её окончания, состоялся его театральный, а чуть позже — кинематографический дебют в фильме «Разводов не будет» (пол. Rozwodów nie będzie). В 1966—1970 годах принимает участие в съёмках 21 серийного телевизионного цикла «Четыре танкиста и собака», ставшего со всеми его персонажами культовым у зрителей стран социалистического блока. Во время съёмок познакомился с костюмером Ренатой, которая позже стала его женой.
Одновременно с работой в кино служил в Народном театре Варшавы (1963—1975 годы), театре «Квадрат» (1975—1982 годы). В 1982 году выехал на жительство во Францию. После возвращения в 1986 году продолжил творчество в Драматическом театре, а с 1992 года — в театре «Студио» Варшавы. Начало 1990-х годов было отмечено двумя не крупными, но чрезвычайно выразительными ролями: еврея из гетто в фильме Анджея Вайды «Корчак» и сына Сталина в фильме Агнешки Холланд «Европа, Европа».
В настоящее время принимает участие в антрепризах, дублирует иностранные фильмы, активно работает на радио. Живёт в Варшаве. Имеет двоих детей и троих внуков.

## Избранная фильмография
| Год  |    | Русское название                    | Оригинальное название               | Роль                           |
| ---- | -- | ----------------------------------- | ----------------------------------- | ------------------------------ |
| 1963 | ф  | Разводов не будет                   | Rozwodów nie będzie                 | шофер                          |
| 1966 | тф | Четыре танкиста и собака            | Czterej pancerni i pies             | Григорий (Гжесь) Сакаашвили    |
| 1967 | ф  | Вестерплятте                        | Westerplatte                        | Игнацы Сковрон                 |
| 1973 | ф  | Маскарад                            | Maskarada                           | Неизвестный                    |
| 1978 | ф  | Что ты мне сделаешь, когда поймаешь | Co mi zrobisz jak mnie złapiesz     | мужчина из очереди             |
| 1979 | тф | Прямая связь                        | Bezpośrednie połączenie             | Марек                          |
| 1984 | тф | 5 дней из жизни пенсионера          | 5 dni z życia emeryta               | Ян Калина                      |
| 1984 | ф  | Американская мечтательница          | American Dreamer                    | Русский дипломат               |
| 1984 | тф | Ялта                                | Yalta                               | Бирнс                          |
| 1990 | ф  | Корчак                              | Korczak                             | еврей из гетто                 |
| 1990 | ф  | Европа, Европа                      | Europa Europa / Hitlerjunge Salomon | Яков Джугашвили                |
| 2001 | ф  | Оперетка                            | Operetka                            | Оффенбах                       |
| 2009 | ф  | Попелушко: Свобода внутри нас       | Popiełuszko. Wolność jest w nas     | Станислав Суховолец, священник |
| 2014 | ф  | Натуральный                         | Naturalni                           | Бог                            |
| 2018 | ф  |                                     | Lune de miel                        | Ковальский                     |